# 矢部家定
矢部 家定（やべ いえさだ）は、戦国時代から安土桃山時代にかけての武将、大名。織田信長の代表的な側近の1人。諱は、広佳（ひろよし）、光佳（みつよし）、康信（やすのぶ）ともいう。通称は善七郎で、矢部善七郎としても知られる。

## 生涯

### 信長側近として
尾張国の出身。織田信長に仕え『武家事紀』に長谷川秀一と共に若年時より諸事に用いられたとある。
初見は元亀元年（1570年）11月で、姉川の戦いに勝利した信長が若狭国の国人本郷治部少輔の織田家への降伏を家定が仲介したところに始まる。
元亀3年（1572年）10月7日、妙心寺寺領の安堵を奉行の島田秀満・村井貞勝と幕府御供衆の上野秀政に報告した。天正元年（1573年）11月23日、妙覚寺での信長の茶会のときに御通衆を務めた。天正2年（1574年）4月9日、信長の松尾大社への書状に副状（そえじょう）を発給した。
天正3年（1575年）10月28日、尾張津島の宿老らに蓮台寺から年貢を徴収しないように命じている。
天正5年（1577年）10月5日、信長を裏切った松永久秀の人質を成敗する奉行を福富秀勝と共に務めた。
天正6年（1578年）元旦、近隣諸国の武将と大名が安土に集まったが、まず12人が茶湯に招かれた後、皆が出仕して信長に挨拶をして三献の儀で盃が下されることになり、その御酌の役を家定・大津長昌・大塚又一郎・青山虎（忠元)が務めた。

同年5月5日、吉田兼和に信長が盆山・鉢木を所望していると伝える。6月には播磨国神吉城攻めの検使を、家定・大津長昌・水野九蔵・長谷川秀一・菅屋長頼・万見仙千代・祝重正が交代で務めるように命じられた。9月30日、信長が船で堺を訪れた時に、津田宗及邸の訪問にお供した。同年10月に謀反の兆しを見せる摂津国有岡城（伊丹城）の荒木村重の説得を福富秀勝・佐久間信盛・堀秀政と行うが、他の説得と共に失敗し、11月には有岡城攻めの検使を務めた。
天正7年（1579年）2月18日、信長に先んじて上洛して公家たちに送迎無用を伝えた。この後、信長は東山で鷹狩をした。

同年5月27日、菅屋長頼・家定・堀秀政・長谷川秀一が浄土宗と法華宗の両派の争いの使者とされ、浄土宗側の浄厳院の警固役として津田信澄・長頼・家定・秀政・秀一が派遣された。翌28日には信長が安土宗論の後始末を村井貞勝に命じた黒印状に副状を発給した。
同年12月13日、滝川一益・丹羽長秀・蜂屋頼隆の三名が選び出して磔にした身分の高い妻子122人以外について、家定が残りの荒木一族焼殺の検使を命じられ、女388人と女性の警護役の若年の男124人を家四軒に押し込めて焼き殺した。
天正8年（1580年）3月9日、北条氏政から使者笠原康明と間宮綱信が献上品を携えて上洛してきたので、10日に本能寺で謁見した信長は大いに喜び、13日に家定を使者として両名に京都で買い物でもしなさいと金百枚を与えた。
同年3月20日には大和国に派遣され、滝川一益と共に城郭破却の任にあたっている。
同年閏3月1日、家定は摂津有岡城の三十日交代の城番として摂津に派遣され、翌日、荒木村重が出撃してきて花隈城の戦いが起こっている。8月1日、使者として本願寺に派遣されて石山本願寺退城を急ぐように伝え、翌日には石山本願寺受け取りの検使を務めた。
天正9年（1581年）3月25日、猪子高就と家定は、勝龍寺城（青龍寺城）に派遣されて守備を命じれ、同地の長岡藤孝の旧領の知行改を行う。9月10日、同じく高就と連署で金蔵寺の臨時課役を免除する。11月4日、正親町天皇から高就と家定は線香を賜った。
天正10年（1582年）1月5日に行われた左義長（爆竹）では、家定・菅屋長頼・堀秀政・長谷川秀一が小姓衆・馬廻衆を引率した。

甲州遠征には3月の信長の出馬に随行して信濃国から甲斐国へ入り、13日、浪合にいるときに織田信忠と滝川一益が首実検した武田勝頼父子の首を関可平次・桑原助六が持参したので、信長は家定に命じてこれを飯田まで運ばせてさらし首にした。同月20日に森蘭丸と共に降服した小笠原信嶺の知行安堵を行った。4月2日、家定・菅屋長頼・堀秀政・長谷川秀一・福富秀勝の五人の奉行は、甲斐台ケ原で馬廻衆の着到を記録し、北条氏政から献上された雉500羽を馬廻衆に褒美として分配して与えた。
同年5月、織田信孝の四国攻めに応じて、信長より家定は淡路平定を命じられたと『武家事紀』は記しているが、家定の前歴からみてこうした役目を担ったとは考え難く、淡路は前年のうちに羽柴秀吉・池田元助の手で平定されており、家定の淡路派遣が事実だとしても、前年の菅屋長頼のように支城破却・国衆統制などの行政の仕事だったのではないかと谷口克広はしている。

### 本能寺の変後
天正10年（1582年）6月2日、本能寺の変で信長が明智光秀に討たれた時、家定の所在は明らかではない。信長や信忠には従っておらず、安土の留守衆の中にもみられない。『武家事紀』に記されたように淡路への渡海のために信孝と一緒だった可能性はある。
中国大返しで畿内に驚異的な速度で戻った羽柴秀吉の軍に合流し、6月13日の山崎の戦いに参加。以後は秀吉に従う。
天正12年（1584年）3月の小牧の役の秀吉の出陣に従軍して、家定は後備右一のなかで110名を率いた。4月8日、秀吉は、生駒親正・山内一豊・家定に尾張は柏井の森川屋敷の砦の守備を割りあてた。
天正15年（1587年）の九州の役にも従軍し、家定は後備で100名を率いた。
以後、家定の名前は史料では見られなり、天正18年（1590年）以前に死亡したと見られる。『太閤記』には、秀吉のもとで侘しさをかこち、あまりの貧窮に耐えかねて切腹したとあるが、そうした事実は確かめられないものの、小田原の役や文禄の役の名護屋城の陣でも既に交名に名前が消えており、すでに死亡していたのは間違いない。
また、久波奈名所図会の上巻によれば慶長16年5月1日（1611年6月11日）に京都の大徳寺内で切腹して果てたという記述も残るが、他の史料で裏付けが取れない上にあまりにも空白期間が長く、そのまま信用する事は出来ない。
家定に実子は無く、本郷泰茂の二男を養子として迎え、子は定政を名乗り名籍を継いだ。定政は1万石を領する大名となっていたが慶長5年（1600年）の関ヶ原の戦いで西軍に味方し、戦後改易された。